# Обезьяньи проделки
Для фильма с Мэрилин Монро, см. Мартышкин труд
«Обезьяньи проделки» (англ. Monkey Shines: An Experiment In Fear; другое название — «Обезьяна-убийца», также показывался на телевидении под названием «Невероятная обезьяна: эксперимент со страхом») — кинофильм. Экранизация произведения, автор которого — Майкл Стюарт.

## Сюжет
Парень Алан Манн во время утреней пробежки попадает под машину и становится полностью парализованным. Для него это большое несчастье, ведь от него уходит невеста, он ссорится с собственной матерью и вступает в жёсткий конфликт со своей сиделкой. Но вот однажды близкий друг Алана, Джефф, учёный-генетик, занимающийся развитием интеллекта у приматов, решил помочь ему. С помощью дрессировщицы обезьян Мелани он учит свою самую способную обезьянку Эллу ухаживать за инвалидом, после чего дарит её Алану. Сначала всё шло хорошо, Алан начал потихоньку приходить в хорошее настроение, но вскоре выяснилось, что обезьянка оказывается слишком умной для примата. И самое страшное здесь это беды, которые ждут всех, кто причинил Алану боль, будь то назойливый попугай сиделки, сбежавшая невеста или её любовник, забывшая о сыне-инвалиде мать…

## В ролях
- Джейсон Бех — Аллан Манн
- Кейт Макнил — Мелани Паркер
- Джанин Тёрнер — Линда Экмэн
- Джон Панкау — Джефф Фишер
- Стивен Рут — Дин Барбедж
- Стэнли Туччи — доктор Джон Вайсман
- Джойс Ван Паттен — Дороти Манн
- Кристина Форрест — Марианн Ходжес
- Том Савини — Чак Бейкер
- Том Куинн — Чарли Каннингем
- Патриша Толлман — гость на вечеринке